# Antarctotetilla
Antarctotetilla är ett släkte av svampdjur. Antarctotetilla ingår i familjen Tetillidae.

## Dottertaxa tillAntarctotetilla, i alfabetisk ordning[1]
- Antarctotetilla coactifera
- Antarctotetilla grandis
- Antarctotetilla leptoderma
- Antarctotetilla pilosa
- Antarctotetilla sagitta